# 本宿站 (群馬縣)

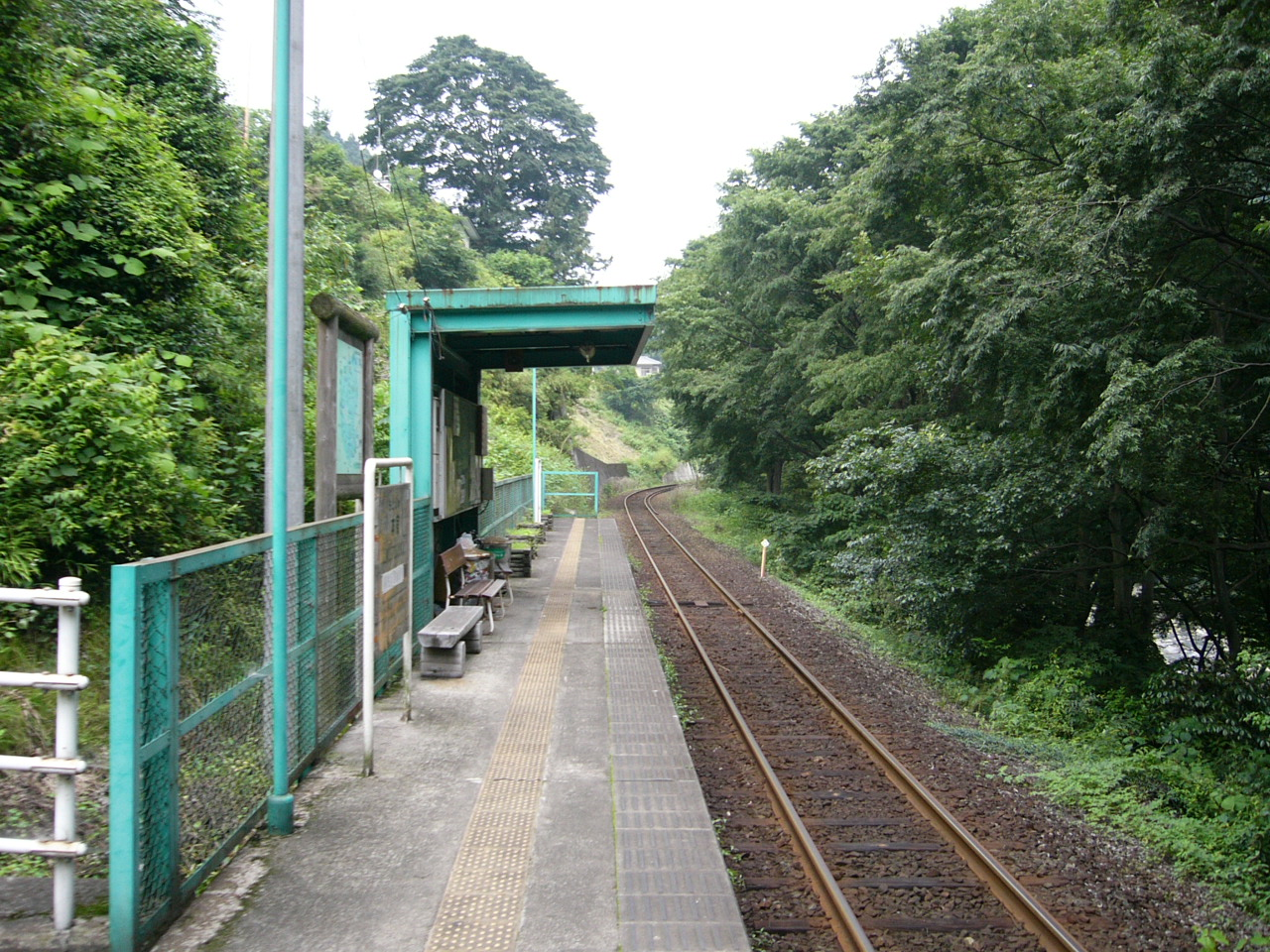
月台

本宿站（日语：／ Motojuku eki */?）是位於群馬縣桐生市黑保根町宿廻1037番5號，渡良瀨溪谷鐵道的渡良瀨溪谷線車站。車站編號為WK07。此站最接近梨木溫泉。

## 歷史
此站周邊的居民在足尾線時代需要步行至上神梅站或水沼站才可乘車，造成不便，因此向鐵路公司要求加設車站，最後渡良瀨溪谷鐵道接管的替機下新設此站。
- 1989年（平成元年）3月29日 - JR東日本足尾線由渡良瀨溪谷鐵道接管同日啟用（運動公園站和中野站也是同日啟用）。

## 車站構造
此站是地面車站，設有1面1線的單式月台。此站是無人車站。車站入口與月台之間設有較陡峭的樓梯。

## 使用狀況
以下為近年使用狀況數據。
| 上下車人次變化 | 上下車人次變化 |
| 年度           | 1日平均人次    |
| -------------- | -------------- |
| 2009年         | 41             |
| 2010年         | 31             |
| 2011年         | 40             |
| 2012年         | 35             |
| 2013年         | 35             |
| 2014年         | 23             |
| 2015年         | 22             |
| 2016年         | 19             |
| 2017年         | 16             |
| 2018年         | 24             |

## 車站周邊

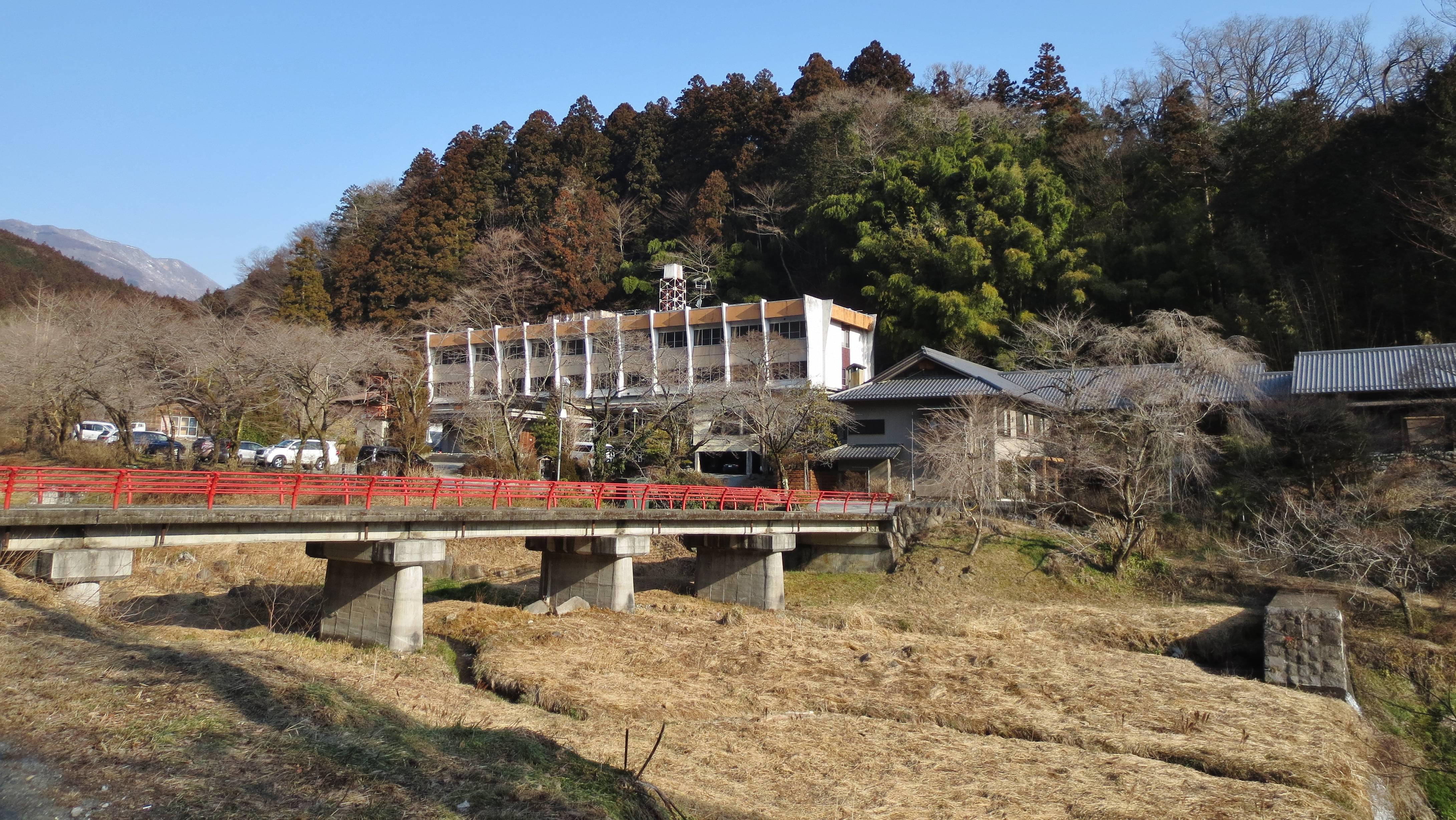
梨木溫泉

- 國道122號
- 梨木溫泉（日语：梨木温泉）
- 向日葵團地

## 相鄰車站
渡良瀨溪谷鐵道
■渡良瀨溪谷線
上神梅（WK06）－本宿（WK07）－水沼（WK08）

## 注腳
1. ↑  「廣報桐生」平成18年11月15日號(No.1348),P1
2. ↑  .   [2014年11月23日]. （原始内容存档于2014年11月29日）. 市內鐵道的一年間上落客人次

## 外部連結
- 渡良瀨溪谷鐵道｜本宿站 （页面存档备份，存于）（日語）